# Seychellerne ved sommer-OL 1996
Seychellerne deltog ved sommer-OL i 1996 i Atlanta, USA. Ved disse olympiske lege deltog Seychellerne i atleter, boksning, svømning, sejlsport og vægtløftning. Som i 1992 blev det bedste resultat en kvartfinale i boksning, hvorimod alle andre blev elimineret i de indledende runder. 

## Medaljer
| 1996 Atlanta | Guld | Sølv | Bronze | Total |
| Seychellerne | 0    | 0    | 0      | 0     |